# Meràlgia parestèsica
La meràlgia parestèsica o síndrome de Bernhardt-Roth, és l'entumiment o dolor a la part externa de la cuixa no causat per una lesió a la cuixa, sinó per una lesió en un nervi que s'estén des de la cuixa fins a la columna vertebral.
Aquest trastorn neurològic crònic implica un sol nervi: el nervi femorocutani o musculocutani extern de la cuixa. El terme "meràlgia parestèsica" combina quatre arrels gregues que significa "dolor a la cuixa amb percepció anòmala".

## Signes i símptomes
- Dolor a la part externa de la cuixa, que ocasionalment s'estén fins a la part exterior del genoll, generalment constant.
- Sensació de cremor, formigueig o entumiment a la mateixa zona
- Sensació de dolor com de picades d'insecte a la zona afectada
- De tant en tant, dolor a la zona de l'engonal o dolor que s'estén per les natges
- Normalment és més sensible al tacte lleuger que a la pressió ferma
- Hipersensibilitat a la calor (l'aigua tèbia de la dutxa sembla que estigui cremant la zona)
- De vegades, els pacients es poden queixar de picor o sensació molesta en lloc del dolor a la zona afectada.

Poques vegades s'afecta tota la distribució del nervi. Normalment, la o les sensacions desagradables afecten només una part de la pell innervada.

## Causa

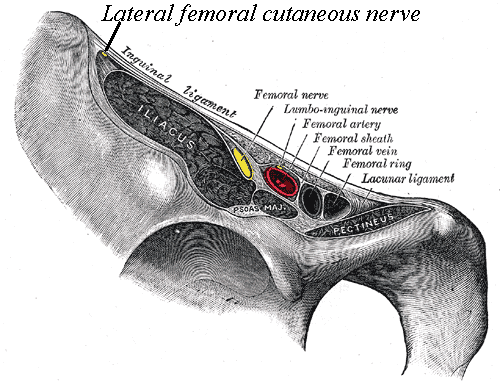
Nervi femorocutani (assenyalat amb l'etiqueta de dalt de tot) i altres estructures que passen entre el lligament inguinal esquerre i l'ili, vista frontolateral del costat dret de la pelvis; possible lloc de lesió.

El nervi femorocutani sovint es lesiona per pinçament o compressió en passar entre l'ili i el lligament inguinal en la seva inserció a l'espina ilíaca anterosuperior de l'ili. Amb menys freqüència, el nervi pot quedar atrapat per altres estructures anatòmiques o anormals, o danyat per neuropatia diabètica o altres tipus de neuropatia, trauma, com ara l'ocasionada per lesió del cinturó de seguretat en un accident. També es pot danyar el nervi ocasionalment durant la laparoscòpia o reparació d'una hèrnia, o amb la cicatriu de l'operació, provocant una meràlgia paraestètica.

## Tractament
Quan el dolor o les molèsties no són importants, el tractament pot implicar:
- Buscar una fisioteràpia adequada, com ara estiraments i massatges, que té un paper important en la gestió del dolor. Aprendre a realitzar estiraments del lligament inguinal (segons un fisioterapeuta) que poden alleujar els símptomes ràpidament[4]
- Utilitzar períodes de descans per interrompre llargs períodes d'estar de peu, caminar, anar en bicicleta o qualsevol altra activitat que es noti que ho empitjora
- Perdre pes i fer exercici per enfortir els músculs abdominals[5]
- Utilitzar roba fluixa a la zona superior del maluc frontal
- Aplicar calor, gel o estimulació elèctrica[6]
- Prendre antiinflamatoris no esteroidals durant 7-10 dies[5]
- Pegats de lidocaïna (primer ha d'afaitar-se la zona)